# Juegos Bolivarianos de 1985
Los Juegos Bolivarianos de 1985 se desarrollaron en las ciudades de Ambato, Cuenca y Portoviejo, Ecuador .

## Medallería
| Medallero Juegos Bolivarianos- Ambato, Cuenca y Portoviejo, Ecuador |           |     |       |        |       |
| Del 9 al 18 de noviembre de 1985                                    |           |     |       |        |       |
| Pos.                                                                | País      | Oro | Plata | Bronce | Total |
| 1                                                                   | Venezuela | 91  | 86    | 45     | 222   |
| 2                                                                   | Colombia  | 59  | 62    | 64     | 185   |
| 3                                                                   | Perú      | 27  | 23    | 56     | 106   |
| 4                                                                   | Ecuador   | 26  | 43    | 57     | 126   |
| 5                                                                   | Panamá    | 12  | 15    | 22     | 49    |
| 6                                                                   | Bolivia   | 1   | 2     | 10     | 13    |

| Predecesor: Barquisimeto 1981 | X Juegos Bolivarianos Ambato, Cuenca y Portoviejo 1985 | Sucesor: Maracaibo 1989 |

- Datos: Q4582213